# 烏戈爾尼機場
烏戈爾尼機場（羅馬化：Aeroport Ugol'ny）是一座位於俄羅斯楚科奇自治區城市阿納德爾市中心11公里外的軍民合用機場。該機場在1950年代為苏联在俄羅斯遠東地區的轟炸機戰略機場，主要部屬的機種為Tu-95轟炸機以及Tu-22M逆火戰略轟炸機。在冷戰時代，該機場成為楚科奇自治區的主要航空樞紐。

## 民航营运
民航營運的部分，以前是採用俄製伊爾-62民航機往來莫斯科多莫傑多沃國際機場。但在2006年後，俄羅斯全祿航空採用波音767-300往返莫斯科。除了俄羅斯本土航線外，尚有來往美國阿拉斯加州諾姆的包機航線。
因為烏戈爾尼機場良好的地理位置、堅固的跑道品質與擁有現代化設施，成為大圓航線北太平洋地區的重點備降機場。

### 事故及事件
- 2013年7月2日，一架由芝加哥奧黑爾國際機場飛往首爾仁川國際機場的大韓航空波音777-300ER客機因為引擎故障而迫降於此。[2]
- 2019年3月4日18:55(GST)，北京飞往洛杉矶的中国国际航空CA983航班（由注册号为B-2040的波音777-300ER担当）因后货舱火警，紧急迫降烏戈爾尼機場，放下全部10个滑梯，机上人员全部紧急撤离。后经检查，飞机货舱正常且无过火痕迹，初步判定为飞机火警信息故障。[3]

## 航空公司與目的地
| 航空公司                   | 目的地                                                             |
| -------------------------- | ------------------------------------------------------------------ |
| 楚科奇航空                 | 耶吉柯諾特、柯波爾耶姆、拉雅恩提亞、佩韦克、馬爾科沃、普羅維迪尼亞 |
| 雅庫提亞航空               | 伯力、馬加丹、雅库茨克                                             |
| 烏塔航空                   | 莫斯科-伏努科沃                                                    |
| 堪察加彼得巴甫洛夫斯克航空 | 堪察加彼得巴甫洛夫斯克                                             |

## 军事用途
烏戈爾尼機場是苏联空军远程航空兵的九个北极前进跳板机场（bounce aerodrome）之一，可用于远程战略轰炸机返程时降落加油维修。
烏戈爾尼機場是苏联国土防空军的重要空军基地，一个雅克-28截击机(Firebar)团与S-75地对空导弹，用于拦截阿拉斯加美国空军的抵近侦察飞行，并对部署在阿纳德尔东北13km处打击阿拉斯加的战略预警目标的R-12中程液体弹道核导弹阵地提供保护。1982年9月，一个Su-15攔截機团取代了雅克-28。其番号是防空第11集团军防空第23军歼击航空兵第171团，从阿布哈兹的古達烏塔调防。1992年，烏戈爾尼機場的航空兵撤销。
2001年的一次训练飞行中，图-95MS战略轰炸机与伊尔-78加油机从恩格斯空军基地飞来。
2014年，俄官方宣布计划在烏戈爾尼機場部署Mig-31截击机。